# 동남아시아 국가 연합의 기

동남아시아 국가 연합의 기

동남아시아 국가 연합의 기는 1993년 11월에 제정되었다. 비율은 2:3이다. 기는 안정과 평화, 결속, 활력이 있는 아세안을 나타내며 기에 사용된 색인 파란색, 빨간색, 하얀색, 노란색은 회원국을 상징하는 색이다.
파란색은 평화와 안정을, 빨간색은 용기와 활력을 뜻하며 하얀색은 순수를, 노란색은 번영을 뜻한다. 가운데에 그려져 있는 벼 이삭은 동남아시아 모든 나라와 아세안의 열망인 우호와 결속을 통한 단결을 뜻하며 동그라미는 아세안의 통일성을 뜻한다.

## 비율
- 탁상 전용 깃발: 10cm × 15cm
- 실내 전용 깃발: 100cm × 150cm
- 차량 전용 깃발: 10cm × 30cm
- 실외 전용 깃발: 200cm × 300cm